# グルーポン
グルーポン（英語: Groupon）は、アメリカ合衆国イリノイ州シカゴに本社を置き、共同購入型クーポンサイト「Groupon」を運営するアメリカの企業である。

## 概要
CEOを務めるアンドリュー・メイソンが、2008年11月に創業した。2010年の売上高は3億5,000万ドル（約300億円）と推定され、アメリカ・ヨーロッパ・アジアの29ヶ国（2010年8月現在）で事業を展開し、3,500万人が利用している。

### 沿革
2008年10月にシカゴのピザ半額キャンペーンから始まった。シカゴの即興コメディシーンとの結びつきといわれている。

## 批判
2011年2月6日に全米放送された第45回スーパーボウルで、チベット文化の危機を訴えた後、ヒマラヤ料理店での割引クーポン利用を紹介するCMを放映し、インターネットで批判を浴びた。しかし、CEOのアンドリュー・メイソンはチベット問題を軽視したわけではないと反論した。

## 業績
2011年11月4日、NASDAQ市場に上場し約7億US$を手にしたグルーポンだが、業績は芳しくなく、2012年2月8日上場後初の四半期決算では3700万US$の損失を計上した。株価も上場直後は急騰したが、四半期決算を発表後は上場時の1株20US$を下回る水準で推移している。
2012年3月30日、グルーポンは第4四半期決算の下方修正を発表したが、同日SECに提出した年次報告書によると『決算書の内部管理について「重大な欠陥」があった』と明らかにした。
2013年2月28日、創業者でありCEOでもあったアンドリュー・メイソン (Andrew Mason) は業績不振を理由にCEOを解任された。
2017年3月、シンガポールの現地法人グルーポン・シンガポールを東南アジアを拠点とするO2O企業のFiveに売却することを発表。Fiveは以前にもグルーポンのマレーシア、インドネシアの現地法人を買収している。

## 日本法人
グルーポンは、2010年8月に日本進出を表明。同月、共同購入型クーポンサイトを運営していたクーポッドを買収してグルーポンの日本法人とし、10月1日に社名をグルーポン・ジャパン株式会社へ変更した。
2020年9月28日、日本市場からの撤退を決定したことが発表され、この日をもってクーポンの販売が終了。